# Оксикодон
Оксикодон (перкоцет, перкосет) —  наркотический обезболивающий препарат, полусинтетический опиоид, получаемый из тебаина. Разработан в 1916 году в Германии. Являлся одним из нескольких новых полусинтетических опиоидов, созданных в попытке улучшить существующие опиоиды: морфин, диацетилморфин (героин) и кодеин.
Оксикодон обычно выписывается для облегчения умеренной или сильной боли.

## Физико-химические свойства
Оксикодон является твердым веществом, хотя есть формы в виде растворов, капсул. Растворим в этиловом спирте, хлороформе, нерастворим в воде и диэтиловом эфире. Гидрохлорид оксикодона растворяется в таких соотношениях:
- вода — нерастворим
- этанол — 1:60
- хлороформ — 1:600
- диэтиловый эфир — нерастворим

## Получение
Оксикодон получают из естественных источников опиоидов путём синтеза через тебаин. Основной реакцией для получения оксикодона является реакция Дильса-Альдера.

## Действие вещества и последствия интоксикации

### Действие оксикодона
Оксикодон является мощным обезболивающим средством.
По своей эффективности 10 мг оксикодона перорально или 5 мг внутримышечно эквивалентны: сульфату морфина — перорально 20 мг, внутримышечно 33 мг, кодеину — перорально 30 мг.
После повторных приёмов препарата возникает физическая и психическая зависимость. При злоупотреблении признаки отравления подобны приёму кодеина. Оксикодон может только частично подавлять абстинентный синдром у людей, принимающих какой-либо другой опиат/опиоид. Оксикодон может попасть в плаценту, а также обнаруживается в незначительных дозах в грудном молоке. Однако какие-либо присущие патологические изменения у новорождённых выявлены не были. Среди продуктов метаболизма есть нороксикодон, однако метаболизм самого оксикодона изучен недостаточно, как и прочих полусинтетических опиатов.

### Длительность действия и симптомы отравления
При применении оксикодона перорально:
- его действие начинается через 10—15 минут;
- максимальный эффект наступает через 30—60 минут;
- общая продолжительность действия составляет от 3 до 6 часов.

Токсический диапазон составляет от 0,6 до 10 мг/мл.
При интоксикации наблюдаются угнетение дыхания, брадикардия, обморок, сонливость, эйфория/дисфория, дезориентация, тошнота, рвота, миоз, задержка мочи. На коже могут быть высыпания, крапивница и кожный зуд. Человек может впасть в кому, появится аритмия, ацидоз. В крайнем случае интоксикация может привести к сосудистой недостаточности и к остановке сердца, после чего наступает смерть.

## Применение в медицине
Оксикодон используется в медицине с 1917 года. Используется для лечения среднего и сильного болевого синдрома при острой или хронической боли.
Таблетки с контролируемым высвобождением используются при раковых и других хронических болях, и препарат нужно принимать каждые 12 часов. Остальные формы препарата обычно используются для лечения среднего болевого синдрома.
Теодор Морелль регулярно колол инъекции оксикодона своему пациенту Адольфу Гитлеру.
В 2001 Европейская ассоциация паллиативной терапии рекомендовала пероральный оксикодон как альтернативу морфину.
Оксикодон применяется как обезболивающее в сочетании с аспирином или парацетамолом. Применяется как обезболивающее средство, являющееся заменой морфину, диаморфину или гидрокодону. Оксикодон не используется как противокашлевое средство. Эффективен при болях острого характера. Также применяется в онкологии.

## Наркотическая зависимость
Препарат OxyContin (чистый оксикодон), производимый с 1995 года компанией Purdue Pharma, стал широко применяться для обезболивания в больницах США. Врачам рекомендовали назначать OxyContin не только при острых хронических болях и неизлечимых заболеваниях на последней стадии, но и при бытовых и спортивных травмах. Однако быстро выяснилось, что он вызывает сильную наркотическую зависимость, которую производившая его компания сначала пытались преуменьшить. С 1999 года до конца 2000-х около 200 тысяч американцев умерли от передозировок оксиконтином; многие после его приёма переключились на героин и другие «настоящие» наркотики. В 2007 году окружной суд Западной Вирджинии признал, что компания Purdue Pharma неверно информировала потребителей об опасности препарата, и назначил ей штраф в размере 600 миллионов долларов (130 миллионов из них — по частным искам). Ещё 34,5 миллиона долларов пришлось заплатить двум топ-менеджерам компании и ее адвокату. Компания Purdue Pharma утверждает, что число выписываемых рецептов на оксиконтин с 2012 по 2016 год упало на 33 %, но при этом The Los Angeles Times выяснила, что компания продвигает оксиконтин в Мексике, Бразилии и Китае, используя те же маркетинговые стратегии, которые она ранее применяла в США.
Владеющую компанией Purdue Pharma семью Саклеров иногда называют «самой зловредной семьей в Америке» (most evil family in America) и «худшими торговцами наркотиками в истории».

## См также
- Оксикодон/парацетамол
- Вся красота и кровопролитие